# Karl Rudolf Hagenbach

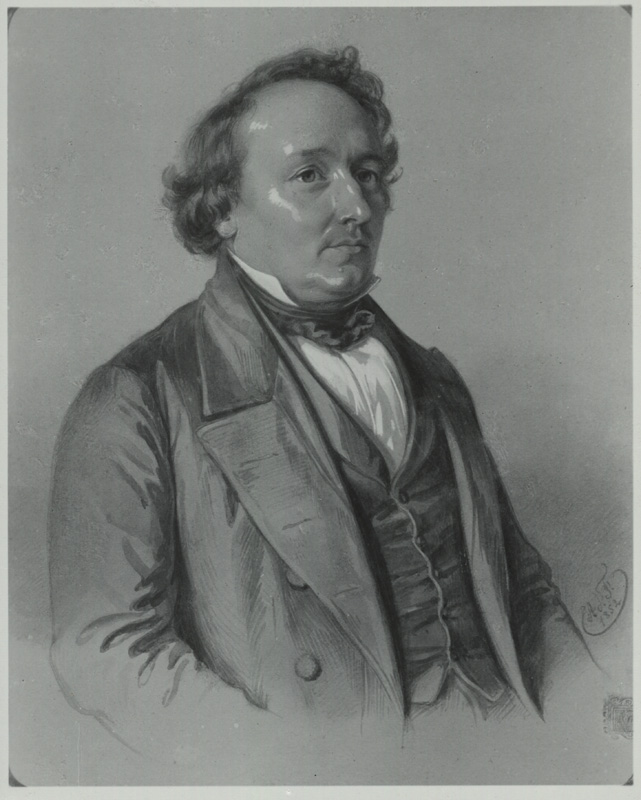

Karl Rudolf Hagenbach, född den 4 mars 1801 i Basel, död där den 7 juni 1874, var en schweizisk teolog och kyrkohistoriker.
Hagenbach mottog under sin vistelse vid Berlins universitet intryck av Schleiermacher och Neander. Han fick en djup övertygelse om kristendomens förnuftighet och om överensstämmelsen mellan Jesu lära och 1800-talets bildnings- och humanitetssträvanden, då båda förstås rätt. I teologiskt avseende kom han att tillhöra den riktning, vilken vanligen betecknas som förmedlingsteologin, och var länge dennas främste målsman i Schweiz. 
År 1828 blev han professor i teologi i Basel, utövade vid sidan av det akademiska kallet en inflytelserik verksamhet som predikant och utgav en mängd skrifter. Vidsträckt användning som hjälpredor vid de teologiska universitetsstudierna fann hans Encyklopedie und Methodologie der theologischen Wissenschaften (1833; 12:e upplagan 1889), Lehrbuch der Dogmengeschichte (1840; 6:e upplagan 1888) och Grundzüge der Homiletik und Liturgik (1863). 
Ett sammandrag av hans i Basel hållna populära föreläsningar är Kirchengeschichte von der apostolischen Zeit bis zum 19:ten Jahrhundert (7 band, 1869–72; "Den kristna kyrkans historia från äldsta tider till 19:e århundradet", 1870–74; ny upplaga 1882-88). Hagenbach var dock mer encyklopedist än egentlig historiker. 
För övrigt utgav han Predigten (9 band, 1830–58), vilka förskaffade honom anseende som en bland sin tids bästa predikanter på tyskt språk, en diktsamling (2 upplagor 1863), (enligt Hjalmar Holmquist i Nordisk Familjebok "det bästa uttrycket för hans varmhjärtade fromhet), samt Über Glauben und Unglauben ("Om tro och otro", 1874).